# 朝山里
朝山里位於台灣省新竹市香山區，是歸於中華民國台灣省新竹市香山區的里行政區劃之一。

## 歷史與名稱由來

### 歷史
本里原為朝山村 , 民國七十一年隨香山鄉併入新竹市而更名為朝山里

### 由來
因里境內朝山面海故名朝山

## 景點

### 本里景點
- 香山車站
- 香山天后宮
- 香山財神廟
- 香山福地 頂寮福德宮
- 香山濕地

## 設施

### 本里設施
- 新竹市立朝山國民小學
- 新竹市立富禮國民中學
- 朝山里民活動中心

### 鄰近重要設施
- 朝山派出所
- 朝山消防局
- 香山車站